# حالت مانا

حالت مانا

حالت مانا (به انگلیسی: stationary state) در مکانیک کوانتومی حالتی‌ست که انرژی مشخصی دارد یا به عبارت دقیقتر حالتی که بردار ویژه هامیلتونی سیستم است. به این حالت مانا می‌گویند زیرا چگالی احتمال مربوط به آن با زمان تغییری نمی‌کند.
حالت مانا به حالتهای دیگر تبدیل نمی‌شود و با تبدیل به حالتهایی با انرژی کمتر هم از بین نمی‌رود.
این حالتهای مانا در طول زمان واقعاً «مانا» نیستند. مانا بودن آنها بدین معنی است که اختلالات کوچک هامیلتونی روی آنها اثری ندارد و آنها همچنان بردارویژه هامیلتونی مورد نظر خواهند ماند. اما اگر اختلالات بزرگ باشند این حالتها از بین خواهند رفت.
تنها حالتی که به معنای واقعی ماناست حالت پایه سیستم است. یعنی حالتی که سیستم در آن کمترین انرژی را دارد.
اگر چند حالت مانا وجود داشته باشد می‌گوییم این حالت دارای چندگانگی است. بسیاری از سیستمها حالتهای مانای چندگانه‌ای دارند، مانند اتم هیدروژن. یعنی چندین حالت مختلف انرژی یکسان دارند.
با توجه به قانون سوم ترمودینامیک یک سیستم در دمای صفر مطلق در حالت پایه خود می‌باشد. در نتیجه آنتروپی آن با توجه به چندگانگی سیستم تعیین می‌شود. آنتروپی بسیاری از سیستمها که حالت پایه آنها یکتا است (چندگانگی ندارد) در دمای صفر مطلق صفر می‌باشد.